# سنیژنه (ناحیه ژدار ناد سازاوو)
سنیژنه (به چکی: Sněžné) یک منطقهٔ مسکونی در جمهوری چک است که در ناحیه ژدار ناد سازاووو واقع شده‌است. سنیژنه ۲۳٫۴۵ کیلومتر مربع مساحت و ۷۲۰ نفر جمعیت دارد و ۶۷۳ متر بالاتر از سطح دریا واقع شده‌است.